# Stenodyneriellus praeclusus
Stenodyneriellus praeclusus är en stekelart som först beskrevs av Nurse 1903.  Stenodyneriellus praeclusus ingår i släktet Stenodyneriellus och familjen Eumenidae. Inga underarter finns listade i Catalogue of Life.